# Ereszd el a szakállamat!
Az Ereszd el a szakállamat! Bacsó Péter rendező és forgatókönyvíró 1975-ben bemutatott magyar filmvígjátéka.

## Történet
Pócsik Mihály az Elhajlásvizsgáló Hivatal egyik mérnöke, a vasúti kanyarok elhajlását vizsgálja az ország különböző pontjain. A dolgok akkor fordulnak komolyra, amikor egy szerelmes éjszaka után elhatározza, hogy szakállat növeszt. Ezzel komoly lavinát indít el maga mögött.

## Szereplők
- Helyey László – Pócsik Mihály
- Kállai Ferenc – Lépold Iván, igazgató
- Major Tamás – Maracskó Béla
- Bánsági Ildikó – Keksz
- Temessy Hédi – Lépoldné
- Őze Lajos – Bíró
- Garas Dezső – Dr. Piski, nyomozó
- Szilvássy Annamária – titkárnő
- Sinkó László – vezérfőnök
- Hernádi Judit
- Vörös Eszter
- Várkonyi Szilvia
- Körtvélyessy Zsolt
- Moór Marianna – állomásfőnökné
- Metzradt Georgette
- Deák B. Ferenc
- Vogt Károly
- Leisen Antal
- Konrád Antal
- Forgács Gábor

## Érdekességek
- A film több jelenetét az újpalotai lakótelepen vették fel.
- Egyes jeleneteket a Győr–Veszprém-vasútvonal Eplény vasútállomásán és a vonal zirci szakaszának egyik alagútjánál forgattak.